# 近鉄志摩線
志摩線（しません）は、三重県鳥羽市の鳥羽駅から同県志摩市阿児町の賢島駅までを結ぶ近畿日本鉄道（近鉄）の鉄道路線。
駅ナンバリング等で使われる路線記号はM。番号部分は、京都線・橿原線・大阪線・山田線・鳥羽線から続く番号（京都駅を01とみなす）になっている。

## 概要
志摩半島を走る観光路線で、沿線には志摩スペイン村といった近鉄グループの行楽地や、志摩観光ホテル（都ホテル）などのリゾートホテルがある。伊勢市以北の各方面から鳥羽駅までは東海旅客鉄道（JR東海）の参宮線でもアクセス可能であるが、鳥羽駅より先（志摩市方面）は近鉄でしか行くことができない。観光特急「しまかぜ」や「伊勢志摩ライナー」などの近鉄特急が、大阪・京都・名古屋などから賢島駅まで乗り入れている。
元々志摩電気鉄道というローカル私鉄として開業し（詳細後述）、標準軌への改軌によって近鉄鳥羽線との直通運転が行われるようになった当初は路線のほとんどが単線で線路容量が小さく、これを解消するために線形改良やルートの付け替えで路線の大半部分の複線化を実施して1994年に完了した。しかしその後も一部に急勾配や急カーブが点在しており、白木駅 - 五知駅間の青峰トンネル下り線で特急の130 km/h運転が行われている以外は、特急といえども高速走行の可能な区間は非常に限られている。また海の見える区間は鳥羽駅や賢島駅付近のごくわずかであり、大半は志摩半島の山間を走るため眺望はあまり利かない。
ローカル線の加算運賃が適用されている。志摩線ではスルッとKANSAIカードおよびJスルーカードは利用できないが、全駅にてPiTaPaやICOCAのほかTOICAやmanacaなどのICカードが全国相互利用サービスにより利用可能となっている。志摩線内では鳥羽駅・鵜方駅・賢島駅に自動改札機が設置されており、その他の駅には簡易改札機を設置して対応している。
近鉄では2012年12月1日より「ICOCA定期券」を導入しており、志摩線では志摩赤崎駅以北の区間でICOCA定期券を購入できるようになった。2015年8月1日からは志摩線すべての駅を発駅または着駅とするICOCA定期券が購入可能になっている。

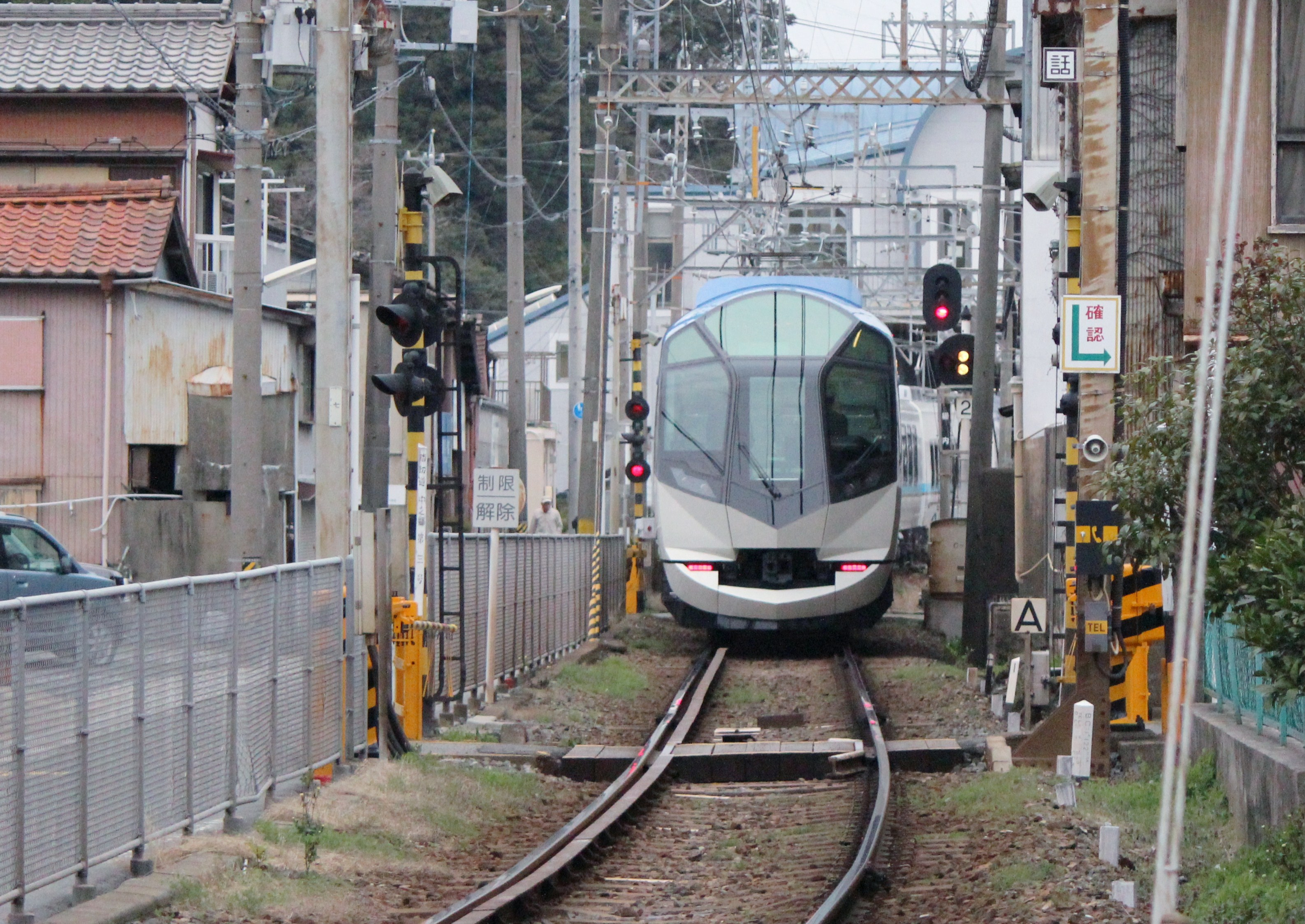
単線区間が残存する中之郷駅付近

### 路線データ
- 路線距離（営業キロ）：24.5 km
- 軌間：1435 mm
- 駅数：16駅（起終点駅含む）
- 複線区間：鳥羽駅 - 中之郷駅間・船津駅 - 上之郷駅間・志摩磯部駅 - 賢島駅間
- 電化区間：全線電化（直流1500 V）
- 閉塞方式：自動閉塞式
  - 交換駅（単線区間）：志摩赤崎駅
- 最高速度：130 km/h[1]

全線、名古屋統括部（旧名古屋営業局）の管轄である。

## 運行形態
特急列車と普通列車のみ運転されている。志摩線の駅の反転フラップ式案内表示機（ソラリー）には特急と普通のほかに急行が存在するが、方向幕に「急行 賢島」の表示は用意されておらず、臨時列車であっても急行の種別は使用されていない。臨時列車で3両以上の編成が使用される場合は、ホーム有効長の関係から特急停車駅にのみ停車する（賢島駅では特急用ホームを使用）。志摩スペイン村開園直後、1990年代半ばの最盛期には定期列車だけで最大片道9本（阪伊甲特急2本、阪伊乙・名伊甲・名伊乙・京伊特急各1本、普通3本）運行されていた。2013年の観光特急「しまかぜ」運行開始後は、1時間あたり特急・普通合わせて、10時 - 12時台に賢島方面が6 - 7本、14時 - 16時台に鳥羽方面が5 - 6本、早朝・深夜をのぞいた他の時間帯は鳥羽・賢島方面共に4本程度（特急は阪伊乙・名伊乙が各1本）運行されている。普通列車は朝夕は1時間あたり2本、日中時間帯は1本の運行となる。

### 特急
特急列車は大阪難波・京都・名古屋方面から賢島駅まで直通している。日中は大阪・名古屋発着が1時間あたり1本ずつの合計2本が運行されている。朝と夕方時間帯は京都発着や甲特急（停車駅の少ない特急）が加わり、最大片道あたり4本が運行されている。志摩線では観光特急「しまかぜ」のほか、阪伊特急と名伊特急で甲特急（土休日のみ）と乙特急のそれぞれと京伊特急の合計5系統の一般特急列車が運転されている。
志摩線内は8両編成まで入線が可能である。一部の列車は鳥羽駅、賢島駅（折り返し時）で車両の増結・解放が行われている。
編成の向きが伊勢中川から賢島までは阪伊・京伊特急と名伊特急では異なっており、前者は賢島寄り、後者は名古屋寄りが1号車になっている。これらは中川短絡線を経由する名阪特急の編成に合わせているためである。
志摩線内では1994年3月15日ダイヤ変更以降、すべての特急が志摩磯部駅と鵜方駅に停車していたが、志摩スペイン村への連絡バスの接続駅が志摩磯部駅から鵜方駅に変更されたこともあり、2013年3月のダイヤ変更より営業運転を開始した観光特急「しまかぜ」は志摩磯部駅を通過扱いとした。

### 普通
普通列車は運賃車内収受式ワンマン運転で1時間あたり1 - 2本ほど運転されており、大部分が山田線伊勢中川駅まで直通する。ラッシュ時の一部と夜間には山田線明星駅・鳥羽駅 - 賢島駅間の列車も存在する。全列車が2両編成で運転され、原則として増結運転は行われない。
同線を運行する車両の運転室後方には収納式運賃箱・運賃表示器が装備され、無人駅では先頭車後部ドアから乗って先頭車前部ドアから降りる方式（後部車両のドアは締め切り）を採用していたが、2015年11月1日からは無人駅を含む全ての駅で全部の扉を開けるようになり、事実上の信用乗車方式の採用となった。
志摩線の複線化工事が本格化するまでは中型車の車両が運用の主体で、基本的には鳥羽駅で折り返し運転となっていた。1994年3月15日のダイヤ変更以降は大部分が伊勢中川駅まで直通するようになり、1999年3月16日のダイヤ変更で山田線宮町駅発着が増加した後、2001年5月30日にワンマン運転が開始された際は宮町駅折り返し列車が主体となった。2004年3月18日のダイヤ変更でワンマン運転区間の拡大に伴って白塚駅まで直通するようになったが、2016年3月19日のダイヤ変更で日中時間帯のおよそ半数の列車が伊勢中川駅発着に短縮され、2018年3月17日のダイヤ変更で大部分を伊勢中川駅発着に変更し、白塚駅直通列車は早朝の下り1本と平日夜間の上り1本に削減された。2021年7月3日のダイヤ変更では日中時間帯の列車が毎時2本から1本へ削減された。

### 観光列車「つどい」
2013年10月に開催される第62回伊勢神宮式年遷宮に合わせ、2013年10月5日から2017年8月27日まで山田線伊勢市駅 - 賢島駅にて運転されていた観光列車。土休日の日中に2往復のみ運転されており、志摩線内では鳥羽駅と鵜方駅に停車していた。車両は専用形式の2013系が充当された。
伊勢市駅 - 賢島駅間では2022年8月から9月にも「海女さん列車」として観光列車「つどい」が運行された。

### 終夜運転
大晦日から元旦にかけての終夜運転は、2010年の大晦日までは大阪・名古屋方面からの特急のほか、普通をおおむね60分間隔で運転される形態となっており、大晦日から元旦にかけて特別営業が行われる志摩スペイン村へのアクセスなどに利用されていた。ただし、2011年の大晦日は志摩スペイン村の終夜営業が中止されたため普通列車2往復の運転に留まり（志摩スペイン村では、今後もカウントダウンイベントは行わないとしている）、2012年以降は、賢島発の最終電車後及び賢島行の初発電車前に1本ずつ増発するのみとなっている。時刻については近鉄の公式ホームページでも紹介されている。

## 車両

### 現在の使用車両
普通列車は全列車が2両編成・ワンマン運転であるため、前述の収納式運賃箱・運賃表示器を装備する改造を施した以下の形式が使用されている。車両面では、臨時列車や観光列車つどいを除けばすべて抑速回生ブレーキを装備した界磁チョッパ制御車かVVVFインバータ車であることが特徴で、大半の車両に車椅子スペースが設けられ、一部のVVVFインバータ車にはバリアフリー改造も行われた車両で運用されている。
- 1201系：1200系のワンマン改造車。2両編成×10本。
- 1230系：ワンマン改造されているが、形式変更は行われていない。2両編成×2本。
- 1240系：1233系のワンマン改造車。1240Fの1本のみ。
- 1259系：1253系のワンマン改造車。2両編成×6本。
- 1440系：1437系のワンマン改造車。2両編成×3本。
- 9000系：元奈良・京都線所属車両。ワンマン改造された2両編成×5本が使用される。

### 過去の使用車両

#### 標準軌改軌後
改軌後は名古屋線と車両が共通化された。改軌後も末端区間にあたるため、ワンマン化されるまでは名古屋線所属車両が多く使用され、モ1450形・1460系・680系といった黎明期の高性能車も志摩線で終焉を迎えた。

#### 狭軌時代
近鉄合併直後は、三重交通から引き継いだ路線の中では唯一の軌間1067 mmの狭軌（ほかは762 mmの「特殊狭軌」）であった。当時の近鉄では狭軌線区全体で大型車に6000番台（現在は南大阪線用に限定）、中型車に5000番台を割り当てており、近鉄合併後の志摩線所属車は全車5900番台となった。
狭軌時代の全車における共通点として、パンタグラフは賢島駅側、三重交通時代から設置した行先方向板は進行方向左（運転席の前）、電動車は両運転台で制御車は片運転台などの点が挙げられる。標準軌に改軌されるまで、近鉄志摩線としての運用期間は5年弱であり、増備車や廃車も存在しなかった。当時の所属総数は10両のみであった。
- モ5920形・モ5925形←三重交通モニ550形←志摩電気鉄道モニ10形
- ク5910形・ク5930形←三重交通ク600形
- モ5960形←三重交通モ5400形
- モ5940形・モ5945形←三重交通モ5210形

改軌後状態のよい車両は、座席についてはクロスシートのままモーターと運転台を撤去して付随車化され、養老線（現在の養老鉄道）に転属して1983年まで使用された。養老線未転属車・転属車ともすべて廃車・解体され、現存しない。

## 歴史

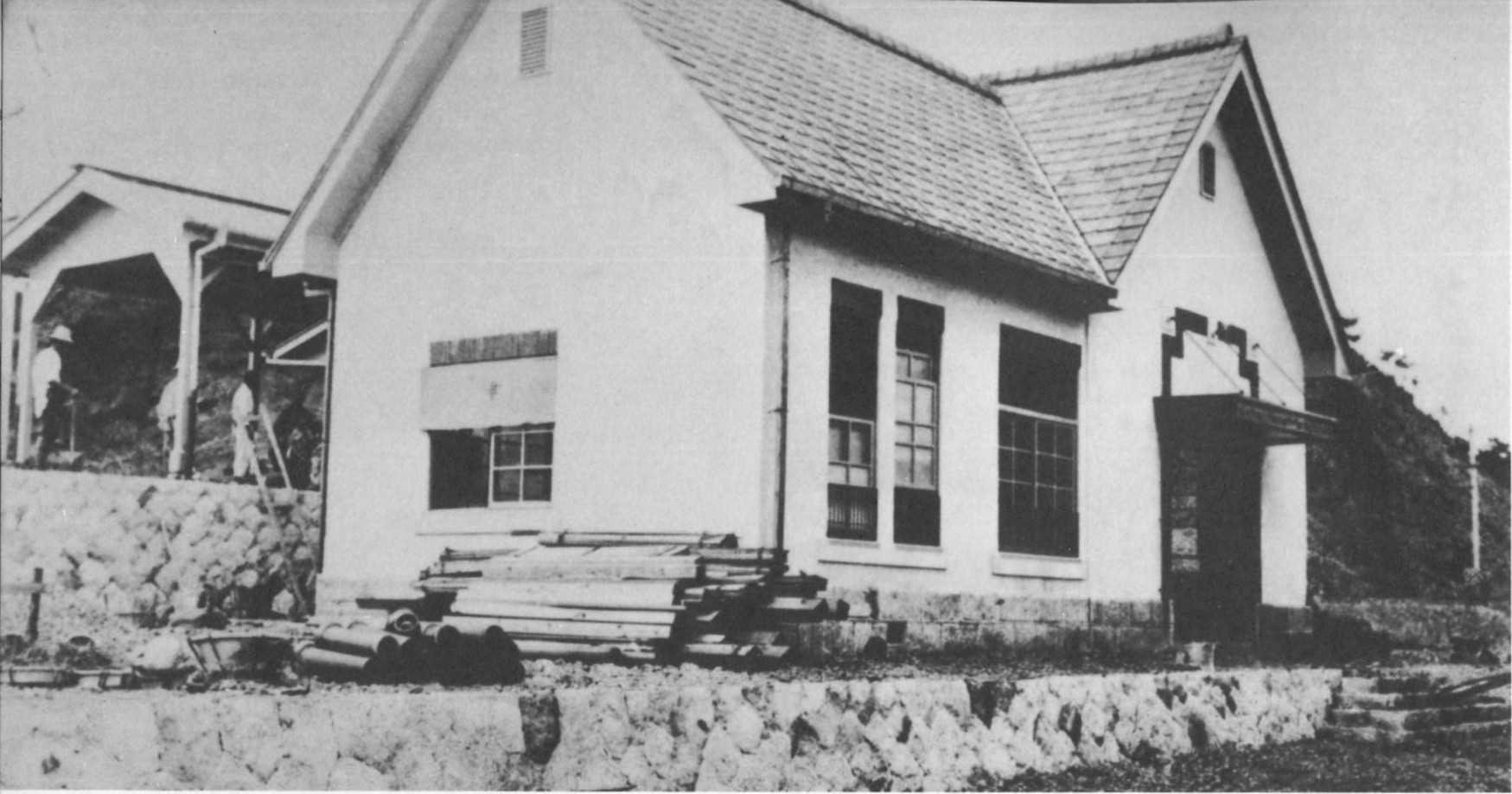
開業直前の賢島駅（1929年）、駅舎は現存する

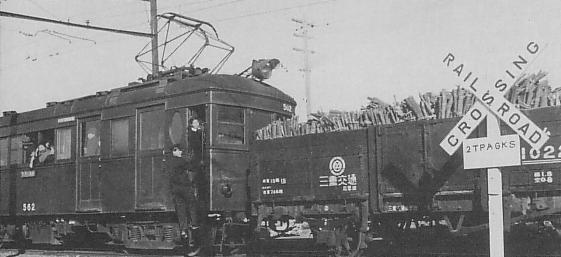
三重交通志摩線時代（1948年）

明治時代中頃まで、奥志摩（現・志摩市）から北方への陸路は徒歩での逢阪峠（現・三重県道32号伊勢磯部線）越えが利用されていたが、1911年（明治44年）に参宮線が鳥羽駅まで延伸されてからは、五知峠を越え鳥羽から鉄道が利用されるようになった。鳥羽から奥志摩への鉄道敷設は当時より複数の事業者によって計画されていたが、関東大震災ののちの経済不況などで実現しなかった。
1923年（大正12年）8月、鵜方村の森本確也が中心となり電気鉄道敷設を出願。1924年（大正13年）に敷設許可を取得したことを受け、1926年（大正15年）に志摩電気鉄道（志摩電鉄、免許時は志州電気鉄道）を設立、社長には四日市出身の実業家伊藤伝七 (11代目)が就任した。当初の計画では起点を鳥羽駅とし、鵜方浜（現・鵜方駅）を終点とする路線とされたが、着工前に目黒蒲田電鉄の幹部に視察を依頼した結果、風光明媚な英虞湾岸のかしこ島（賢島）までの路線として参宮客（伊勢神宮の参拝客）を誘致しなければ利益が見込めないと指摘され、重役会議の結果、英虞湾岸のかしこ島に設置する真珠港駅を終点とする計画に変更された。
この計画変更に対し、終点になることを期待していた鵜方の住民は、4年間に及ぶ鵜方以降の用地不売などの反対運動を起こした。1928年（昭和3年）2月に線路変更願いが認可され、志摩電鉄が鵜方村に補償金1万円を支払うことで和解し、1929年（昭和4年）7月23日に全線開業を迎えた。鉄道開通を記念し、当時無人島であった賢島の土地が志摩電鉄に寄付され、駅前周辺および賢島駅と奥志摩の各地を結ぶ航路の基地となる賢島港が整備された。
開通後も志摩電鉄は宇治山田市（現・伊勢市）への延伸を目指し、1928年（昭和3年）6月に鳥羽 - 二見間の延長工事許可を取得。その一環として、佐田浜（鳥羽駅前）や小浜海岸の埋め立てを計画したが、延伸先の二見で県道（現・国道42号）と鉄道の立体交差を巡り折り合いがつかなかったことに加え、鳥羽駅で参宮線に乗り入れる立体交差計画がうまくいかなかったことが重なり、志摩電鉄は毎年のように計画変更や期限の延長申請を繰り返した。1935年（昭和10年）8月、三重県知事の富田愛次郎は鉄道免許の失効を理由に工事延長を不許可とし、延伸計画は頓挫した。
その後、戦中の交通統制方針で三重県下の中小私鉄・バス会社6社が合併して発足した三重交通の保有路線となり、さらに同社から一時的に鉄道部門を分離させた三重電気鉄道時代を経て、1965年（昭和40年）の三重電気鉄道の近畿日本鉄道への合併により近鉄志摩線となった。
鳥羽駅で接続する国鉄参宮線と貨車の直通運輸を行うため、狭軌（1067 mm軌間）・750 V電化を採用し、鳥羽駅では国鉄駅の東片端から発着していた。また、急行列車や準急列車も運行され、途中停車駅は急行が中之郷駅・志摩赤崎駅・志摩磯部駅（現・上之郷駅）・迫間駅（現・志摩磯部駅）・穴川駅・鵜方駅で、準急は鳥羽駅 - 船津駅間および志摩磯部駅 - 賢島駅間の各駅に停車していた。
近鉄合併後、すでに近鉄の路線となっていた田原本線と同じく近鉄の他の路線と接続しない孤立線となっていたが、大阪・名古屋方面からの利便性の向上を目的として、宇治山田駅まで通じていた山田線と志摩線をつなぐ鳥羽線が建設される事となり、1969年（昭和44年）より標準軌（1435 mm軌間）への改軌（同時に軌道強化もあわせて施工）と架線電圧1500 Vへの昇圧工事を開始した。工事中は列車を運休した上でバスによる代行輸送が行われ、同時に半ば貨物専用となっていた賢島駅 - 真珠港駅間は廃止された。1970年に鳥羽線が開業し、大阪・名古屋方面との旅客列車の直通運転を開始した。また、改軌前に運行されていた線内運転の急行列車と準急列車については、改軌・昇圧・軌道強化や車両の性能向上に伴う普通列車の速度向上もあり、改軌後は廃止された。
2009年（平成21年）3月20日の阪神なんば線の開業により、志摩線から鳥羽線・山田線・大阪線・難波線・阪神なんば線・同本線・同神戸高速線・山陽電気鉄道本線・同網干線を介して、山陽姫路駅もしくは山陽網干駅まで標準軌の線路が繋がった。しかし、志摩線は阪神電鉄や山陽電鉄との相互乗り入れ区間には含まれておらず、また大阪難波駅以遠の阪神電鉄線あるいは神戸高速線経由山陽電鉄線方面への連絡乗車券も発売されていない。

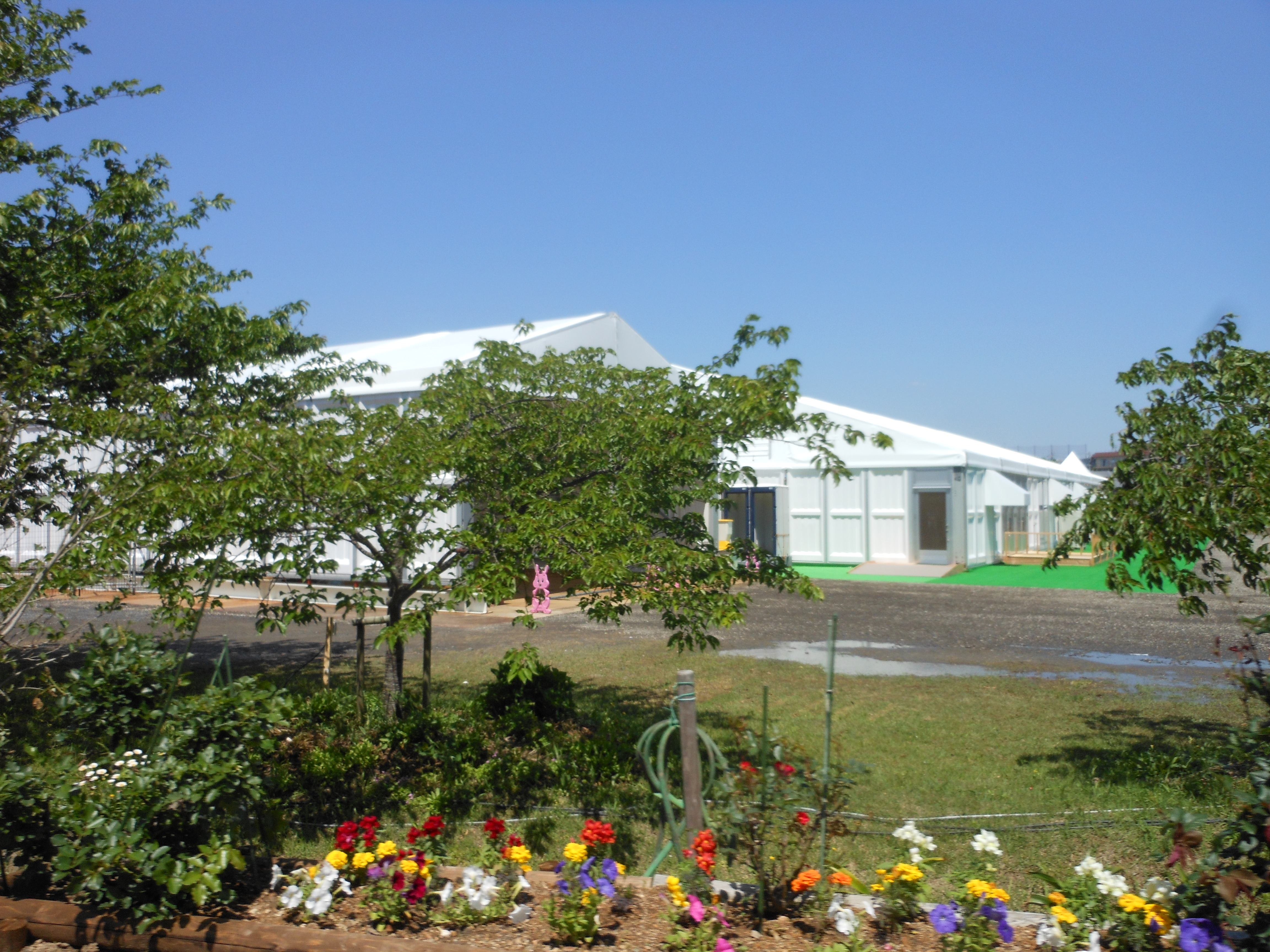
賢島橋付近に存在した保安検査場（2016年5月5日＝運用開始前）

2016年（平成28年）には、第42回先進国首脳会議（伊勢志摩サミット）開催に伴うテロ対策のため賢島が封鎖されることになり、日本国政府の協力要請により、5月21日から同28日までの8日間、鵜方駅 - 賢島駅間を運休することとなった。しかし鵜方駅には折り返し設備がないため、鵜方駅 - 賢島駅間は通常ダイヤのまま全列車回送扱いで運転された。運休区間は外務省が運用する（業務は名鉄観光サービスに委託）無料のサミットシャトルバスでの代行輸送が行われた。志摩神明駅は駅から300 m離れた位置に臨時バス停留所を開設。志摩神明臨時停留所 - 賢島駅間に保安検査場兼ジャンボハイヤー乗換場（下りのみ、上りは通過）を設置。鵜方駅 - 志摩神明駅間は誰でも乗車できるが、志摩神明駅 - 賢島駅間は外務省発行の識別IDカードを必要とした。

### 年表
- 1924年（大正13年）6月7日：志州電気鉄道に対し鉄道免許状下付（志摩郡鳥羽町-同郡鵜方村間）[13]
- 1926年（大正15年）6月2日：志摩電気鉄道[14] に名称変更（届出）[32]
- 1928年（昭和3年）6月8日：鉄道免許状下付（志摩郡鳥羽町-度会郡二見町間）[33]
- 1929年（昭和4年）7月23日：志摩電気鉄道が鳥羽駅 - 賢島駅 - 真珠港駅間を開業[18]。
- 1935年（昭和10年）7月5日：鉄道免許失効（1928年6月8日免許志摩郡鳥羽町-度会郡二見町間 指定ノ期限マテニ工事ニ着手セサルタメ）[34]
- 1944年（昭和19年）2月11日：志摩電気鉄道ほか6社が合併、三重交通が発足。
- 1946年（昭和21年）12月：鵜方口駅を志摩横山駅に改称。
- 1949年（昭和24年）7月25日：志摩赤崎駅開業。
- 1964年（昭和39年）2月1日：三重交通の鉄道事業を三重電気鉄道に分離譲渡。
- 1965年（昭和40年）4月1日：近畿日本鉄道が三重電気鉄道を合併。
- 1969年（昭和44年）
  - 7月1日：賢島駅 - 真珠港駅間が廃止。鳥羽駅 - 賢島駅間の貨物営業も廃止。
  - 12月10日：鳥羽駅 - 賢島駅間が改良工事のため営業休止。
- 1970年（昭和45年）3月1日：標準軌化と架線電圧の1500 V昇圧が完成。鳥羽線と直通運転を開始。ATS使用開始。鳥羽駅舎を国鉄駅北側に新築し移転。志摩磯部駅を上之郷駅に、迫間駅を志摩磯部駅に改称。
- 1975年（昭和50年）12月：大阪線・鳥羽線複線化に呼応し、白木駅の通過線設置、上之郷駅・志摩神明駅の交換駅化等の輸送力増強工事完成。
- 1988年（昭和63年）
  - 3月6日：鵜方駅 - 志摩神明駅間複線化[35]。
  - 3月18日：志摩線内で特急停車3駅のホーム延伸が完成し、8両運転を開始。
- 1990年（平成2年）
  - 3月15日：志摩線で21000系（アーバンライナー）の運用開始。
  - 12月8日：志摩神明駅 - 賢島駅間複線化。
- 1992年（平成4年）
  - 11月6日：鳥羽駅 - 中之郷駅間複線化[36][37]。
  - 12月22日：船津駅 - 加茂駅間複線化[38]。同時に平日14本、休日12本の運転時刻を変更。最大6分繰り上げ。
- 1993年（平成5年）
  - 4月28日：五知駅 - 上之郷駅間複線化[39]。同時に普通列車16本の運転時刻を変更。
  - 6月1日：志摩磯部駅 - 鵜方駅間複線化[40]。同時に運転時刻の変更も実施。
  - 9月11日：加茂駅 - 五知駅間複線化、青峰トンネル完成[41][42][注 6]。
  - 9月21日：営業キロ改定実施。全線で0.7km短縮。複線化進捗（および京都線近鉄宮津駅開業）によるダイヤ変更が行われ、同年10月の伊勢神宮式年遷宮による志摩方面への観光客増加を見込んで阪伊乙特急・名伊乙特急の一部列車を賢島発着に変更[41]。線内の最高速度を90km/hから120km/hに引き上げ[41][42]。
- 1994年（平成6年）
  - 3月15日：23000系（伊勢志摩ライナー）の営業運転開始[42]。賢島駅を3線から5線に拡大。白木駅に通過線を設置して待避可能駅に。同年4月22日に開業する志摩スペイン村（最寄駅：志摩磯部駅）への輸送対応のため阪伊特急・名伊特急の賢島乗り入れを拡大。日中の鳥羽駅 - 賢島駅間の普通を毎時3本に増発（原則として伊勢中川駅 - 賢島駅間を直通）。特急の130km/h運転開始[42]。
  - 12月31日：特急の越年終夜運転を開始。
- 1999年（平成11年）3月16日：普通の運転系統を伊勢中川駅 - 宇治山田駅間と宮町駅 - 賢島駅間に分割し、毎時2本に削減。
- 2001年（平成13年）5月30日：普通のワンマン運転開始。
- 2003年（平成15年）3月6日：京伊特急の一部が大和八木駅 - 賢島駅間で阪伊乙特急と併結運転。
- 2004年（平成16年）12月31日：志摩スペイン村のカウントダウンイベント中止のため、この年のみ特急・普通とも終夜運転を中止。
- 2007年（平成19年）
  - 3月1日：志摩スペイン村への最寄駅を志摩磯部駅から鵜方駅に変更。
  - 4月1日：鳥羽駅・中之郷駅・志摩磯部駅・鵜方駅・賢島駅でPiTaPa・ICOCAの取り扱い開始。
- 2010年（平成22年）4月1日：鳥羽駅 - 賢島駅間の全線で名古屋列車運行管理システム「KRONOS」（クロノス）の運用開始[43]
- 2011年（平成23年）
  - 11月1日：中之郷駅および志摩赤崎駅を終日無人駅化。特急停車駅以外はすべて無人駅となる。
  - 12月31日：志摩スペイン村のカウントダウンイベント中止のため、特急の終夜運転を中止。
- 2013年（平成25年）3月21日：50000系（しまかぜ）の営業運転開始。
- 2014年（平成26年）4月1日：志摩赤崎駅でPiTaPa・ICOCAはじめ全国相互利用サービス対応ICカードの取り扱い開始。
- 2015年（平成27年）
  - 6月24日：上之郷駅 - 賢島駅間の全駅でPiTaPa・ICOCAなど全国相互利用サービス対応ICカードの取り扱い開始[4]。
  - 8月1日：志摩赤崎駅 - 上之郷駅間の全駅で全国相互利用サービス対応ICカードの取り扱いが開始[4]。これに伴い生駒鋼索線を除く近鉄全線全駅でICカードが利用可能になった。
- 2016年（平成28年）5月21日 - 5月28日：第42回先進国首脳会議（伊勢志摩サミット）開催に伴うテロ対策に伴い、鵜方駅 - 賢島駅間の営業運転休止[25][27]。
- 2019年（平成31年）3月9日：鳥羽駅 - 中之郷駅間で緊急停車した列車からの津波避難訓練を実施[44]。近鉄が本線上で避難訓練を行ったのは初めて[44]。
- 2021年（令和3年）7月3日：日中時間帯の普通列車が毎時2本から1本へ削減[6]。

## 駅一覧
- 全駅三重県内に所在。
- 普通列車は各駅に停車。
- 特急列車は近鉄特急の記事を参照のこと。
- *印の付いた駅は有人駅。全駅PiTaPa、ICOCA対応。
- 線路 … ||：複線区間、#：複線区間（列車待避可能駅）、◇：単線区間（列車交換可能）、∨：ここより下は単線、∧：ここより下は複線

| 駅番号       | 駅名                      | 駅間 キロ    | 営業 キロ    | 接続路線                                                                                                   | 線路 | 所在地 |
| ------------ | ------------------------- | ------------ | ------------ | --- | --- | --- |
| 直通運転区間 | 直通運転区間              | 直通運転区間 | 直通運転区間 | 鳥羽駅から ○普通…E 名古屋線白塚駅まで ○特急…A 難波線大阪難波駅、B 京都線京都駅、E 名古屋線近鉄名古屋駅まで | 鳥羽駅から ○普通…E 名古屋線白塚駅まで ○特急…A 難波線大阪難波駅、B 京都線京都駅、E 名古屋線近鉄名古屋駅まで | 鳥羽駅から ○普通…E 名古屋線白塚駅まで ○特急…A 難波線大阪難波駅、B 京都線京都駅、E 名古屋線近鉄名古屋駅まで |
| M78          | 鳥羽駅*                   | -            | 0.0          | 近畿日本鉄道：M 鳥羽線（直通運転あり。上覧参照） 東海旅客鉄道：■参宮線                                     | ＃ | 鳥羽市 |
| M79          | 中之郷駅 （鳥羽水族館前） | 1.0          | 1.0          | | ∨ | 鳥羽市 |
| M80          | 志摩赤崎駅                | 1.3          | 2.3          | | ◇ | 鳥羽市 |
| M81          | 船津駅                    | 1.6          | 3.9          | | ∧ | 鳥羽市 |
| M82          | 加茂駅                    | 1.6          | 5.5          | | \|\| | 鳥羽市 |
| M83          | 松尾駅                    | 1.4          | 6.9          | | \|\| | 鳥羽市 |
| M84          | 白木駅                    | 1.0          | 7.9          | | ＃ | 鳥羽市 |
| M85          | 五知駅                    | 3.1          | 11.0         | | \|\| | 志摩市 |
| M86          | 沓掛駅                    | 1.7          | 12.7         | | \|\| | 志摩市 |
| M87          | 上之郷駅                  | 1.9          | 14.6         | | ∨ | 志摩市 |
| M88          | 志摩磯部駅*               | 1.4          | 16.0         | | ∧ | 志摩市 |
| M89          | 穴川駅                    | 1.6          | 17.6         | | \|\| | 志摩市 |
| M90          | 志摩横山駅                | 2.8          | 20.4         | | \|\| | 志摩市 |
| M91          | 鵜方駅*                   | 0.9          | 21.3         | | \|\| | 志摩市 |
| M92          | 志摩神明駅                | 1.8          | 23.1         | | \|\| | 志摩市 |
| M93          | 賢島駅*                   | 1.4          | 24.5         | | \|\| | 志摩市 |

駅名に旧国名の「志摩」を冠した駅が存在するのは本路線のみで、JR線の駅には一切存在しない。
- 鳥羽駅、志摩磯部駅、鵜方駅、賢島駅以外は全て無人駅。

### 主要駅の乗降客数
2022年11月8日調査による主要駅の乗降客数は次の通り。
- 鳥羽 3,233人
- 中之郷 180人
- 志摩赤崎 223人
- 志摩磯部 609人
- 鵜方 1,624人
- 賢島 1,010人